# Heleomyza pleuralis
Heleomyza pleuralis är en tvåvingeart som först beskrevs av Becker 1907.  Heleomyza pleuralis ingår i släktet Heleomyza och familjen myllflugor. Inga underarter finns listade i Catalogue of Life.